# Златар (село)
Златар е село в Североизточна България. То се намира в община Велики Преслав, област Шумен.

## География
От общинския център Велики Преслав до село Златар се отива по живописен асфалтиран път. Отдясно на пътя се виждат североизточните склонове на Преславско-Драгоевската планина, а отляво в далечината-Камчийската долина. Пътят продължава за град Смядово и се включва в главния път от Шумен през Ришкия проход за Южна България. Село Златар е разположено в долината на Златарска река и вляво по невисокия хълм. Обособени са няколко махали. Долната, най-старата, обхваща югоизточния край до основното училище. В нея живее коренното българско население. Горната, гьочлийската /преселническата/, добруджанската и ромската.
Златарското землище е разположено в района на средното течение на Голяма Камчия. То има форма на правоъгълник със страни 6/7 км. Общата му площ е около 40000 дка., от които обработваема земя 25 000 дка. Цялото Златарско землище и самото село лежат върху един невисок хълм, който се спуска от планината към долината на Камчия.

## История, археология и устни предания

### Древност и Античност
След археологически разкопки Ана Радунчева разкрива две селищни могили в землището на Златар. Първата се намира на 3 км северозападно от селото в местността Хаджиева щерка и е датирана от халколита, с височина 5 – 6 м и диаметър 90 м. Втората селищна могила е от късния халколит, намира се на 0,5 км южно от селото в местността Божка, на левия бряг на Златарска река.

### Средновековие и Османски период
Златар е старо славянобългарско селище от времето на средновековната българска държава, възникнало през VIII-IX век. Тематиката на средновековната българска археология се обогатява в нова насока след разкриването през 2007 на три центъра за производството на художествен метал в околностите на столица Преслав, един от които явно е функционирал в околностите на днешното село Златар. От този район в музейните сбирки са постъпили стотици находки, като преобладаващи сред тях са изделията от метал: коланни гарнитури, култови предмети, накити, подпечатващи устройства. Някои от намерените в производствения център при Златар предмети са от чисто сребро, като съдържанието му в тях достига 90%.
Въпреки че в цяла Средновековна Европа златарите са обединени от гилдии, които регламентират търговията и производството на изделия от благородни метали, според местните предания селото носи името на първия заселник - Злати, който идва от Карнобатско с голямо стадо овце. Друга версия е, че по време на Първата българска държава в околността работи известен златар. Първите заселници на сегашното място са родовете Герчови, Калчеви, Петкоолу, Райчеви, Трифонови, Тиханови и др. След падането на страната под османско в Златар се настаняват турци и така възниква турската махала. По-късно там се заселват татари и черкези. През 1880 г. Село Златар има 1488 жители, от които 394 българи, 830 турци, 70 гърци, 59 румънци и 135 роми.
Археологическите находки доказват, че сред първите жители на селото преобладават славяните. За първи път името на Златар се среща в османо-турски регистър, описващ военно-феодалните владения през 1430. След руско-турската война от 1828/ 29 г. 381 златарчани тръгват с руснаците и се заселват в Русия. На тяхно място през 1863 г. В Златар идват 10 семейства кримски татари и черкези. С наближаване на руските войски през Освободителната война 1877/ 78 г. черкезите, а и някои турци се изселват в Турция. През 1901/02 г.27 семейства мюсюлмани се изселват в Турция. По това време с. Златар е на първо място в Преславска околия по брой на изселените турци. На тяхно място в селото се настаняват християнски семейства от цялата страна. В средата на миналия век с. Златар е на трето място по големина селище в околията след Преслав и Върбица, с 2803 жители. Населението е смесено, като по-голямата част са християни. С течение на времето голяма част от младите хора напущат селото и се заселват в градовете. През 1985 г. в селото живеят 1400 жители. Днес то е с 618 обитаеми къщи.

### След Освобождението
Освобождението заварва селото с две начални училища- българско и турско. Народно първоначално училище се открива през 1878 г. До 1894 г. за провеждане на учебни занятия се използват частни къщи. След това училището се нанася в новопостроена сграда. През 1920/21 г.в селото се открива първи прогимназиален клас.
Първоначалното училище съществува до 1928 г., когато се обединява с прогимназията в основно училище „Христо Ботев“. През 1936 г. при училището се открива училищна трапезария.
През учебната 1999 г. в него учат 143 ученици. То съществува и днес.
През 1959 г. в Златар се открива Практическо училище с двегодишен курс на обучение над основното образование. В него учениците се подготвят за професиите тракторист, комбайнер, шивач, готвач и др. То просъществува 5 години.
Читалището „Зора“ в село Златар е основано през 1906 г. През 1936 г. то се премества в самостоятелна сграда, в която се помещават театрален салон и библиотека. През 1928 г. към читалището е организирано вечерно училище за възрастни.
През 1907 г. в селото се основава Земеделско спестовно заемно дружество „Пчела“.
През 1922 г. се основава още една кооперация- Всестранно земеделско сдружение „Орало“, което през 1932 г. се слива с Кредитна кооперация „Пчела“.
През 1910 г. в центъра на селото се построява Голямата чешма с два чучура.
През 1934 г. в Златар е основано коневъдно дружество „Паганини“, което
съществува до 1947 г.
На 17.V.1945 г.се учредява Трудово кооперативно земеделско стопанство. Така стопаните на Златар се нареждат сред първите 3 села в Шуменски окръг, в които се преминава към кооперативно обработване на земята.
През 1949 г. в селото се открива пощенска станция, а през 1954 г. започва да функционира първата автобусна линия Русе, Шумен, Драгоево, Златар, Риш.

## Население
Численост на населението според преброяванията през годините:
| \| Година на преброяване \| Численост \| \| --------------------- \| --------- \| \| 1934 \| 2874 \| \| 1946 \| 2803 \| \| 1956 \| 2492 \| \| 1965 \| 2429 \| \| 1975 \| 1868 \| \| 1985 \| 1560 \| \| 1992 \| 1418 \| \| 2001 \| 1285 \| \| 2011 \| 1032 \| \| 2021 \| 728 \| |           |
| Година на преброяване | Численост |
| 1934 | 2874      |
| 1946 | 2803      |
| 1956 | 2492      |
| 1965 | 2429      |
| 1975 | 1868      |
| 1985 | 1560      |
| 1992 | 1418      |
| 2001 | 1285      |
| 2011 | 1032      |
| 2021 | 728       |

### Етнически състав

#### Преброяване на населението през 2011 г.
Численост и дял на етническите групи според преброяването на населението през 2011 г.:
|                     | Численост | Дял (в %) |
| Общо                | 1032      | 100,00    |
| Българи             | 397       | 38,46     |
| Турци               | 303       | 29,36     |
| Цигани              | 294       | 28,48     |
| Други               | ?         | ?         |
| Не се самоопределят | ?         | ?         |
| Неотговорили        | 29        | 2,81      |

## Религии
Населението е източно православно и мохамеданско. Възрастни златарчани помнят местата на два параклиса в старата българска махала-единият вдясно от пътя за гробищата, а другият в низината източно от основното училище. Храмът „Свети Димитрий“ е построен през 1902 г. Пръв и дългогодишен свещеник в новопостроения храм е Иван Василев. Той е един от основателите на читалището и Кредитната кооперация в селото.
Джамията в село Златар е построена в края на миналия век по инициатива на братята Ариф и Хюсмен Муса и Хасан Коч.

## Културни и природни забележителности
Но около 4 km източно от селото в местността „Манастирите“ е изграден Златарския манастир „Св. св. Петър и Павел“. Той е построен на мястото на стар манастир от римско време, който е бил разрушен с идването на турците през XIV век.

## Редовни събития
Трети март-денят на Освобождението и традиционен сбор на 7ноември